# Żółwiak afrykański
Żółwiak afrykański (Trionyx triunguis) – gatunek gada z podrzędu żółwi skrytoszyjnych z rodziny żółwiakowatych (Trionychidae); jedyny żyjący przedstawiciel rodzaju Trionyx.
OpisKarapaks barwy brązowej z jasnożółtymi plamkami jest prawie okrągły, pokryty skórą z rzędami małych brodawek. Plastron białawy.
RozmiaryDługość karapaksu do 95 cm.
Masa ciała do 90 kg.
BiotopDuże rzeki, estuaria, jeziora, laguny i wody przybrzeżne (wykazuje tolerancję na przebywanie przez pewien czas w wodzie morskiej).
PokarmRyby i inne małe zwierzęta wodne.
ZachowanieZagrzebany w mule dennym czatuje na zdobycz.
WystępowanieAfryka – od skrajnie południowo-zachodniej Mauretanii i Senegalu na wschód po Somalię i Kenię oraz na południe po wybrzeża Angoli i północno-zachodniej Namibii, także dorzecze Nilu aż po deltę oraz północne wybrzeże Egiptu; azjatyckie wschodnie wybrzeża Morza Śródziemnego – południowa Turcja, Syria, Liban i Izrael; notowany też na greckiej wyspie Kos położonej na Morzu Egejskim u wybrzeży Turcji.